# Toprakkale (Osmaniye)
Toprakkale es una ciudad y distrito de la provincia de Osmaniye en la región mediterránea de Turquía. Se encuentra a 10 km al oeste de Osmaniye. Su nombre proviene de un castillo de abasí cerca de la ciudad.
La ciudad se encuentra en una carretera y cruce ferroviario, una intersección natural de las rutas entre Adana, Hatay y Gaziantep. 
La gran fortaleza conocida como Toprakkale (en árabe: Tall Hamdūn, francés: Thil Hamd(o)un; armenio: T‛il Hamtun) fue fundada en el siglo viii por los abasíes. Durante el siglo xii fue capturado con frecuencia por bizantinos, cruzados y armenios. En 1266 los mamelucos tomaron brevemente el castillo de su señor armenio y en 1337 lo separaron  permanentemente del reino armenio de Cilicia. Fue capturado por los otomanos en la década de 1490 cuando conquistaron toda Cilicia.